# 山西证券
山西证券股份有限公司成立于1988年7月，是中国首批证券公司之一，属国有控股性质。
2010年9月，上市首发申请获中国证监会发审委审核通过，11月15日正式在深圳证券交易所挂牌上市，股票代码002500，注册资本3,589,771,547元。山西证券属创新类证券公司，2021年证券公司分类为A类。
主要业务包括：证券经纪业务、自营业务、资产管理业务（含公募基金管理）、证券信用业务、中小企业金融服务等，并通过子公司中德证券开展投行业务、期货经纪业务、直投业务和国际业务，设有分公司15家，营业部116家，期货营业网点24家。
2006年4月山证国际金融控股有限公司（前称格林大华期货（香港）有限公司）在香港成立，并于2016年2月成为山西证券全资子公司。